# Bill Kreutzmann
William "Bill" Kreutzmann, Jr. (7 de mayo de 1946 en Palo Alto, California) es un músico estadounidense, popular por haber sido el baterista de la agrupación Grateful Dead en sus 39 años de carrera. Ha formado las bandas BK3, 7 Walkers y Billy & the Kids.

## Discografía

### Grateful Dead
- The Grateful Dead (1967)
- Anthem of the Sun (1968)
- Aoxomoxoa (1969)
- Live/Dead (1969)
- Workingman's Dead (1970)
- American Beauty (1970)
- Grateful Dead (1971)
- Europe '72 (1972)
- History of the Grateful Dead, Volume One (Bear's Choice) - (1973)
- Wake of the Flood (1973)
- From the Mars Hotel (1974)
- Blues for Allah (1975)
- Steal Your Face (1976)
- Terrapin Station (1977)
- Shakedown Street (1978)
- Go to Heaven (1980)
- Reckoning (1981)
- Dead Set (1981)
- In the Dark (1987)
- Dylan & the Dead (1989)
- Built to Last (1989)
- Without a Net (1990)

### Como líder
- Backbone – Backbone (1999)
- Dice with the Universe (EP) – The Trichromes (2002)
- Trichromes – The Trichromes (2002)
- 7 Walkers – 7 Walkers (2010)

### Rhythm Devils
- The Apocalypse Now Sessions (1980)
- The Rhythm Devils Concert Experience (DVD) (2008)